# Andrei Sergejewitsch Boldykow
Andrei Sergejewitsch Boldykow (russisch Андрей Сергеевич Болдыков, wiss. Transliteration Andrej Sergeevič Boldykov; * 4. Oktober 1983 in Taschtagol) ist ein ehemaliger russischer Snowboarder. Er startete vorwiegend im Snowboardcross und nahm an zwei Olympischen Winterspielen sowie vier Snowboard-Weltmeisterschaften teil.

## Werdegang
Boldykow trat international erstmals bei den Juniorenweltmeisterschaften 2000 in Berchtesgaden in Erscheinung. Dort belegte er den 64. Platz im Parallelslalom und den 54. Rang in der Parallel-Riesenslalom. In den folgenden Jahren kam er bei den Juniorenweltmeisterschaften 2001 in Nassfeld auf den 41. Platz im Parallelslalom sowie auf den 38. Rang im Parallel-Riesenslalom, bei den Juniorenweltmeisterschaften 2002 in Rovaniemi auf den 35. Platz im Parallel-Riesenslalom sowie auf den 28. Rang im Snowboardcross und bei den Juniorenweltmeisterschaften 2003 in Prato Nevoso auf den 49. Platz im Snowboardcross sowie auf den 23. Rang im Parallel-Riesenslalom. In der Saison 2004/05 nahm er in St. Petersburg erstmals am Snowboard-Weltcup teil, wobei er den 34. Platz im Parallelslalom errang und wurde bei der Winter-Universiade 2005 in Innsbruck Elfter im Snowboardcross sowie Fünfter im Parallel-Riesenslalom. In den Jahren 2006 und 2007 siegte er bei den russischen Meisterschaften im Snowboardcross. Zudem errang er bei den Snowboard-Weltmeisterschaften 2007 in Arosa den 55. Platz im Snowboardcross und gewann bei der Winter-Universiade 2007 in Bardonecchia die Silbermedaille in dieser Disziplin. Bei den Snowboard-Weltmeisterschaften 2009 in Gangwon fuhr er auf den 35. Platz im Snowboardcross. 
Ab der Saison 2009/10 startete Boldykow ausschließlich im Snowboardcross. Dabei siegte er dreimal im Europacup und errang damit den fünften Platz in der Snowboardcross-Wertung. Bei seiner ersten Olympiateilnahme im Februar 2010 in Vancouver kam er auf den 15. Platz. In der Saison 2010/11 erreichte er mit Platz sieben im Stoneham seine erste Top-Zehn-Platzierung im Weltcup und belegte bei den Snowboard-Weltmeisterschaften 2011 in La Molina den 32. Platz. Außerdem wurde er bei der Winter-Universiade 2011 in Erzurum Vierter. Nach Platz 25 in Telluride zu Beginn der Saison 2011/12, holte er in Veysonnaz seinen einzigen Weltcupsieg. Im weiteren Saisonverlauf erreichte er drei Top-Zehn-Platzierungen, darunter Platz zwei in Chiesa in Valmalenco und errang damit den zweiten Platz im Snowboardcross-Weltcup. Zudem wurde er im April 2012 russischer Meister im Snowboardcross. Bei den Snowboard-Weltmeisterschaften 2013 im Stoneham belegte er den fünften Platz und bei den Olympischen Winterspielen 2014 in Sotschi den 33. Rang. Seinen 42. und damit letzten Weltcup absolvierte er im Januar 2014 in Vallnord-Arcalís, welchen er auf dem 27. Platz beendete.

## Teilnahmen an Weltmeisterschaften und Olympischen Winterspielen

### Olympische Winterspiele
- 2010 Vancouver: 15. Platz Snowboardcross
- 2014 Sotschi: 33. Platz Snowboardcross

### Snowboard-Weltmeisterschaften
- 2007 Arosa: 55. Platz Snowboardcross
- 2009 Gangwon: 35. Platz Snowboardcross
- 2011 La Molina: 32. Platz Snowboardcross
- 2013 Stoneham: 5. Platz Snowboardcross

## Weltcupsiege und Weltcup-Gesamtplatzierungen

### Weltcupsiege
| Nr. | Datum           | Ort       | Disziplin      |
| --- | --------------- | --------- | -------------- |
| 1.  | 19. Januar 2012 | Veysonnaz | Snowboardcross |

### Weltcup-Gesamtplatzierungen
| Saison  | Snowboardcross | Snowboardcross |
| Saison  | Punkte         | Platz          |
| ------- | -------------- | -------------- |
| 2005/06 | 201            | 48.            |
| 2006/07 | 17             | 64.            |
| 2009/10 | 295            | 38.            |
| 2010/11 | 710            | 27.            |
| 2011/12 | 2930           | 2.             |
| 2012/13 | 292            | 41.            |
| 2013/14 | 225            | 46.            |